# Polibutileno
El polibutileno es un material utilizado para la fabricación de tuberías que posteriormente se utilizan en conducciones de fontanería y calefacción. El sistema de unión de las piezas es por presión, o termofusión. 

## Propiedades
El polibuteno-1 pertenece a la familia de poliolefinas de materiales termoplásticos que también incluye el polietileno y el polipropileno.
El polibuteno-1 existe en dos formas isoméricas, dependiendo de dónde se coloca el doble enlace de carbono en la molécula del monómero. Si se encuentra entre el primer y el segundo átomo de carbono, el nombre químico exacto del polímero resultante es "polibuteno-1". Si se encuentra entre el segundo y el tercer átomo de carbono, el polímero resultante se llama poliisobutileno.
En el pasado, se ha hecho referencia a este polímero como polibutileno, PB, PB-1 y polibuteno, además de por su nombre químico correcto de polibuteno-1.
A título de interés, el poliisobutileno producido a partir de la forma monomérica isomérica alternativa, es un polímero no cristalino, de baja viscosidad utilizado como un modificador de la viscosidad en el sector de productos de aceite, así como en la elaboración de chicle] o goma de mascar.

## Estructura química
En cuanto a su estructura química, el polibuteno-1 es diferente al polietileno y al polipropileno únicamente en el número de átomos de carbono en la molécula de monómero.

## Fabricación
Se fabrica utilizando catalizadores tipo Ziegler-Natta que producen un termoplástico altamente isotáctico. Una exclusiva estructura cristalina, combinada con parámetros moleculares cuidadosamente regulados confiere al polibuteno-1 una combinación de propiedades idealmente aptas para aplicaciones de usuario final que precisan alta resistencia y flexibilidad a temperaturas de hasta 100° C.
El polibuteno-1 puede transformarse mediante moldeo por inyección o extrusión en una gama de productos de aplicación. Sin embargo, su principal uso ha sido en la fabricación de tuberías para sistemas de agua caliente y fría a presión.
En su forma homopolimérica más sencilla, el balance de propiedades del polibuteno-1, lo transforma en el material técnicamente preferido para la producción de tuberías de agua caliente y fría a presión. En contraste con los termoplásticos competidores utilizados para estas aplicaciones, no es necesario llevar a cabo modificaciones de estructura mediante compuestos, entrecruzamiento o copolimerización para que las tuberías de polibuteno-1 cumplan los niveles más exigentes de rendimiento aplicados a su uso.[cita requerida]
Como un homopolímero altamente isotáctico, esencialmente "puro", el polibuteno-1 está más fácilmente especificado para lograr de forma consistente un funcionamiento de calidad.
En comparación con otros materiales de poliolefina, el polibuteno-1 tiene un nivel más alto de resistencia al esfuerzo bajo tensión aplicada de forma continua sobre largos periodos de tiempo. Esto se conoce como comportamiento de cadencia elástica.
El polibuteno-1 ofrece un alto nivel de resistencia al ataque químico, al tiempo que cumple un nivel de resistencia a la inflamabilidad que satisface la mayor parte de las exigencias aplicacionales más difíciles.

## Utilización en tuberías de agua caliente y fría a presión
El polibuteno-1 posee un combinación de propiedades que satisfacen las exigencias del sector de tuberías de agua caliente y fría a presión. Sin embargo, las propiedades más destacadas que distinguen el funcionamiento de la tubería de polibuteno-1 de otros materiales candidatos son su flexibilidad combinada con una resistencia superior a la tensión sobre largos periodos de tiempo a altas temperaturas. Esto da como resultado una tubería con la que puede trabajarse fácilmente, además de ser económica de instalar.
Mientras que el consumidor también se beneficia de un sistema de fontanería capaz de ofrecer seguridad a largo plazo con importantes márgenes de seguridad cuando se comparan con sistemas competitivos de poliolefina a espesores de pared de tubería similares.
Actualmente no se recomienda porque el material no paso la prueba del tiempo y el costo de reemplazo es alto.
El polibuteno-1 tiene la ventaja añadida que también puede utilizarse para la producción de accesorios, permitiendo de esta forma la instalación de sistemas de tuberías completos (empleando tamaños de tuberías de 6 mm a 110 mm de diámetro) utilizando sólo una clase de materia prima.
Es posible producir tuberías de polibuteno-1 prácticamente impermeables al oxígeno, lo que hace que sean aptas para aplicaciones de calefacción de "circuito cerrado", en las que la resistencia al ingreso de oxígeno a través de la tubería en el sistema de agua circulante es obligatorio a fin de evitar la corrosión de los componentes metálicos del sistema. El propio polibuteno-1, sin embargo, no es corrosivo, resiste los daños de las heladas, es inerte a la dureza/blandura del agua y exhibe una expansión térmica baja y silenciosa.